# Святониколаевка
Святониколаевка (укр. Святомиколаївка, до 2016 г. — Память Коммунаров) — посёлок в Витовском районе Николаевской области Украины.
Основано в 1957 году. Население по переписи 2001 года составляло 728 человек. Почтовый индекс — 57215. Телефонный код — 512. Занимает площадь 0,58 км².

## Местный совет
57214, Николаевская обл., Витовский р-н, с. Мешково-Погорелово, ул. Мира, 38, тел.: 68-64-49.